# Wiktor Putjatin
Wiktor Pawlowytsch Putjatin (ukrainisch Віктор Павлович Путятін; * 12. September 1941 in Charkow, Ukrainische SSR; † 2. November 2021 in Kiew, Ukraine) war ein sowjetischer Florettfechter.

## Erfolge
Wiktor Putjatin wurde 1967 in Montreal im Einzel Weltmeister. Mit der Mannschaft gewann er 1965 in Paris, 1966 in Moskau, 1969 in Havanna und 1970 in Ankara jeweils den Titel. Zweimal nahm er an Olympischen Spielen teil: 1968 erreichte er in Mexiko-Stadt mit der Mannschaft ungeschlagen das Gefecht um die Goldmedaille, in dem sich Frankreich gegen die sowjetische Equipe mit 9:6 durchsetzte. Neben Juri Scharow, German Sweschnikow, Juri Sissikin und Wassyl Stankowytsch erhielt Putjatin die Silbermedaille. Die Einzelkonkurrenz schloss er auf dem neunten Rang ab. Bei den Olympischen Spielen 1972 wiederholte er in München den Erfolg mit der Mannschaft, als er gemeinsam mit Wladimir Denissow, Anatoli Koteschew, Leonid Romanow und Wassyl Stankowytsch, diesmal hinter Polen, erneut Silber gewann.